# Nertobriga ferripunctum
Nertobriga ferripunctum är en fjärilsart som beskrevs av Walker 1864. Nertobriga ferripunctum ingår i släktet Nertobriga och familjen trågspinnare. Inga underarter finns listade i Catalogue of Life.